# 杨宪邦
杨宪邦（1922年11月28日—2020年2月2日），四川南充人，中国哲学史家。中国人民大学哲学院教授。

## 生平
1922年生于四川南充的一个商人家庭。祖父杨嘉言是清末进士，笃信儒学，以教书为主。1925年至1932年，杨宪邦从祖父那里学习四书五经，深受儒学的熏陶。1933年入南充成达小学，后升入初级中学，接受近现代文化科学知识，学习英文。1944年入南充西山书院，师从伍非百学习诸子学。1945年入内江县东方文教研究院，师从王恩洋学习佛学。
1946年秋考入北京大学哲学系，师从贺麟、熊十力、陈康、胡适、艾思奇等学者。1950年考入北京大学文科研究所哲学研究部，研究方向为康德、黑格尔到马克思主义的哲学发展，导师为贺麟先生。1952年毕业后任北京大学哲学系助教。1955年，与石峻、苗力田等调入中国人民大学，筹备成立哲学系。此后历任哲学系讲师、副教授、教授，长期从事中国哲学史、文化学的教学和科研工作。社会兼任中国哲学史学会常务理事、秘书长，中国无神论学会常务理事等职。
2020年2月2日16时43分在北京逝世，终年97岁。

## 出版物
主编有《中国哲学通史》（中国人民大学出版社1987年版）、《哲学名词解释》（下册，人民出版社1980年版），参与编写任继愈主编《中国哲学史》《中国大百科全书·哲学卷》《当代中国社会科学手册》《中国国情》等。另撰写有《精神文化篇》《孙中山评传》《从启蒙哲学到马克思主义哲学》《五四精神与传统文化和现代化》《中国哲学与中华民族精神》《从普遍性和特殊性的结合把握中国哲学史的特色》《易传哲学》等论著。